# Alex Lutz
Alexandre Lutz, más conocido como Alex Lutz, es un actor, humorista, dramaturgo y director de cine francés nacido el 24 de agosto de 1978. En 2019 fue ganador en los Premios César como Mejor Actor por su interpretación en Guy, donde trabajó como director, actor y guionista.

## Filmografía

### Como Director
- 2015 : Le Talent de mes amis
- 2018 : Guy

### Como guionista o autor
- 2012 : Catherine et Liliane (programa humorista transmitido porCanal+) - creador y actor
- 2015 : Le Talent de mes amis
- 2016 :La Nuit des Molières (emisión por France 2)
- 2018 : Guy
- 2022: Vortex - creador y actor